# Josep Redorta Lorente
Josep Redorta Lorente (Granollers, 1945) és un advocat i mediador, doctor en psicologia social i expert en gestió de conflictes.
Ha dut a terme diverses accions judicials que han estat mediàtiques. Va defensar pensionistes que havien estat donats d'alta massivament a Sabadell per tenir menys despesa. El mateix any va ser una de les cares visibles del moviment Crida per la Renovació de la Seguretat Social a Catalunya, que va néixer per defensar que la Seguretat Social arribés a tothom. A la dècada del 1990 es va posicionar públicament en diverses ocasions denunciant la lentitud de la justícia, fins al punt que el 1996 el Col·legi d'Advocats de Granollers va demanar explicacions per un cas al CGPJ.
Entre els reconeixements que ha rebut, el més significatiu és el del Congrés Iberoamericà de Mediació Policial, on es va instituir un premi de mediació que duu el seu nom ja que se'l considera "un dels pares de la mediació".

## Llibres
- Manual para la gestión y resolución de conflictos, Almuzara[2]